# Talsperre Bedřichov
Die Talsperre Bedřichov (Friedrichswalder Talsperre) ist eine typische Intze-Staumauer bei Bedřichov (Friedrichswald) im tschechischen Isergebirge.

## Zweck
Die Talsperre dient dem Schutz vor Hochwasser und der Abgabe von Betriebswasser (Brauchwasser). Bereits im März 1906 hielt sie zweimal ein Hochwasser zurück. Das gestaute Gewässer ist die Schwarze Neiße, die bei Stráž nad Nisou in die Görlitzer Neiße (heute Lausitzer Neiße genannt)  mündet. 

## Bau der Talsperre
Die Staumauer wurde von November 1902 bis Dezember 1905 nordöstlich von Reichenberg (Liberec) unter der Oberbauleitung von Otto Intze aus Aachen gebaut und im Dezember 1905 in Betrieb genommen. Die restlichen Bauarbeiten wurden im Juni 1906 abgeschlossen. Nach dem Tod von Intze im Dezember 1904 übernahm E. von Scheure die Oberbauleitung. Die örtliche Bauleitung hatte Victor Czehak.

## Bauwerk
Die Mauer ist aus Bruchsteinen gemauert, wobei die Granitsteine aus dem nahegelegenen Friedrichswalder Steinbruch stammen. Als Mörtel wurde Zementtrass und gewaschener granitischer Sand verwendet. Die Mauer wurde auf einer 2 Meter hohen Betonplatte gegründet. 

## Weitere Talsperren
Zum Schutz vor Hochwasser wurden zu dieser Zeit insgesamt sechs Talsperren im Flussgebiet der Görlitzer Neiße geplant. Auslöser waren die Hochwasser des Jahres 1897 in großen Teilen Böhmens, Sachsens, Preußens und den Alpenländern. Zu diesem Zweck war im Jahr 1900 die Wassergenossenschaft zur Regulierung der Wasserläufe und Erbauung von Talsperren im Flussgebiete der Görlitzer Neiße gegründet worden. 
- Grünwalder Wasser (Mšeno) (Stauinhalt 2,7 Millionen m³)
- Harzdorf (Harcov) (Stauinhalt 0,63 Millionen m³)
- Friedrichswald/Schwarze Neiße (Bedřichov) (Stauinhalt 2,0 Millionen m³)
- Görsbach/Gierschbach, tschechisch: Jeřice,  (Stauinhalt 0,5 Millionen m³) (1906 noch in Planung)
- Voigtsbach (Fojtka) (Stauinhalt 0,25 Millionen m³)
- Mühlscheibe/Scheidebach (Mlýnice) (Stauinhalt 0,25 Millionen m³)

Nicht bekannt ist, ob die Talsperre Görsbach tatsächlich gebaut wurde. In Listen tschechischer Talsperren ist heute keine entsprechende Staumauer zu finden.